# Tablice rejestracyjne na Węgrzech

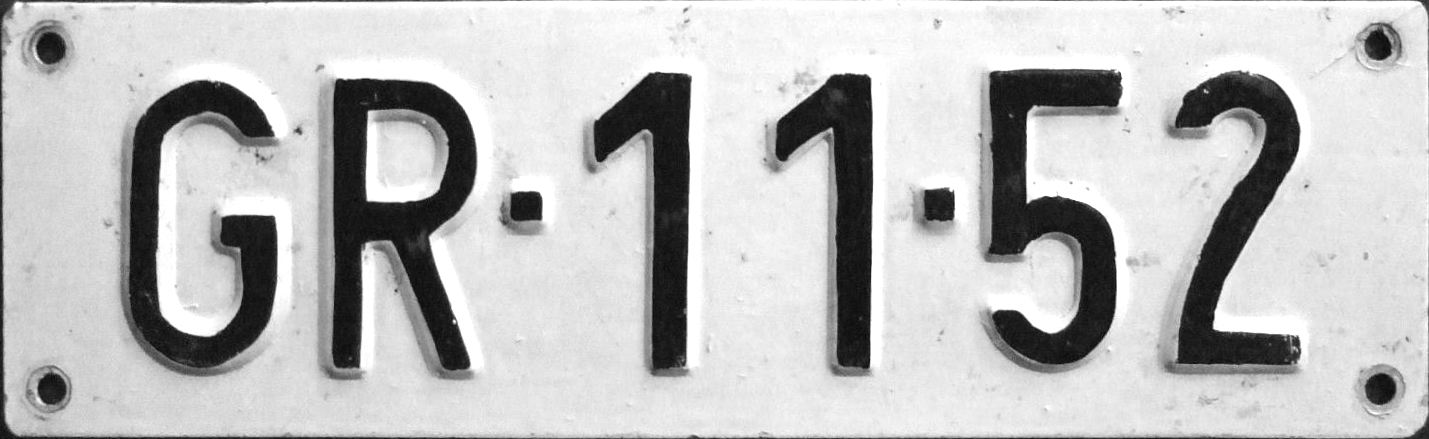
Węgierska tablica rejestracyjna z lat 1958–1990

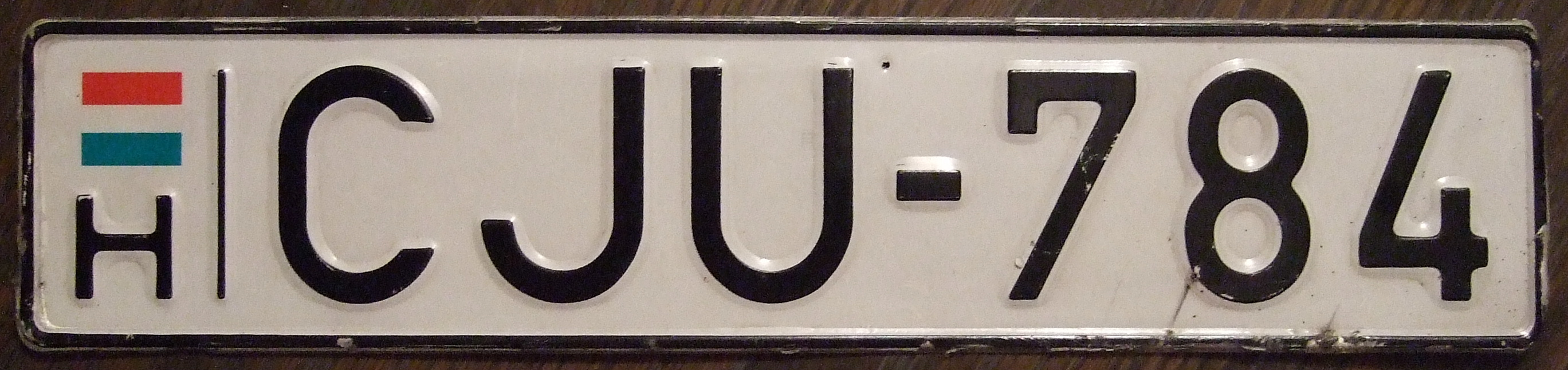
Tablica rejestracyjna z lat 1990–2004

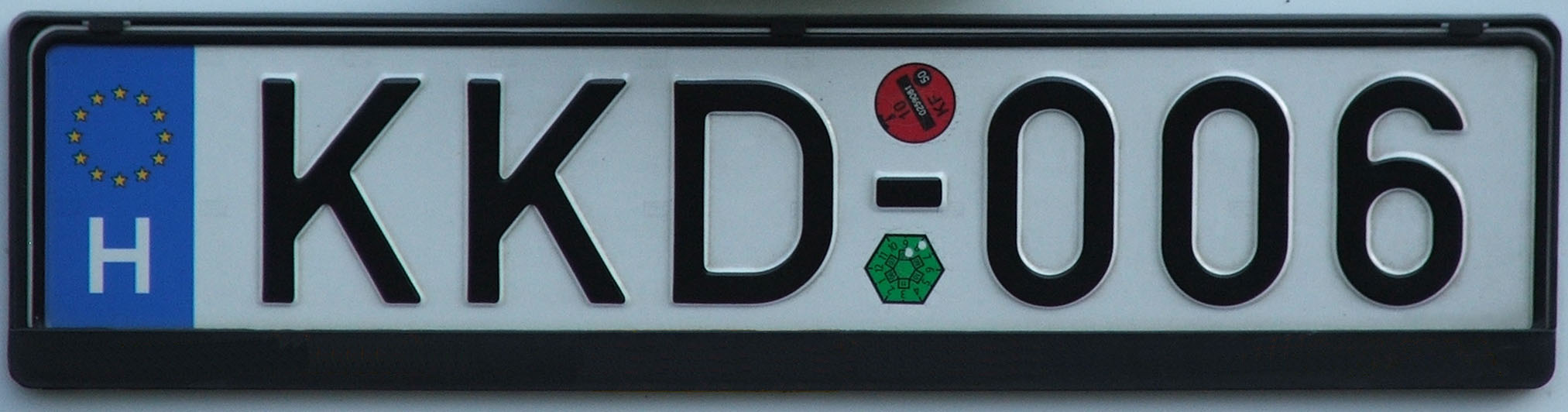
Standardowa węgierska tablica rejestracyjna wprowadzona 1 maja 2004 roku

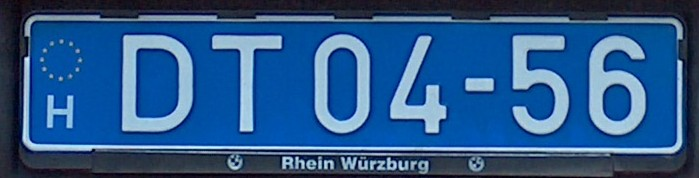
Dyplomatyczna tablica rejestracyjna

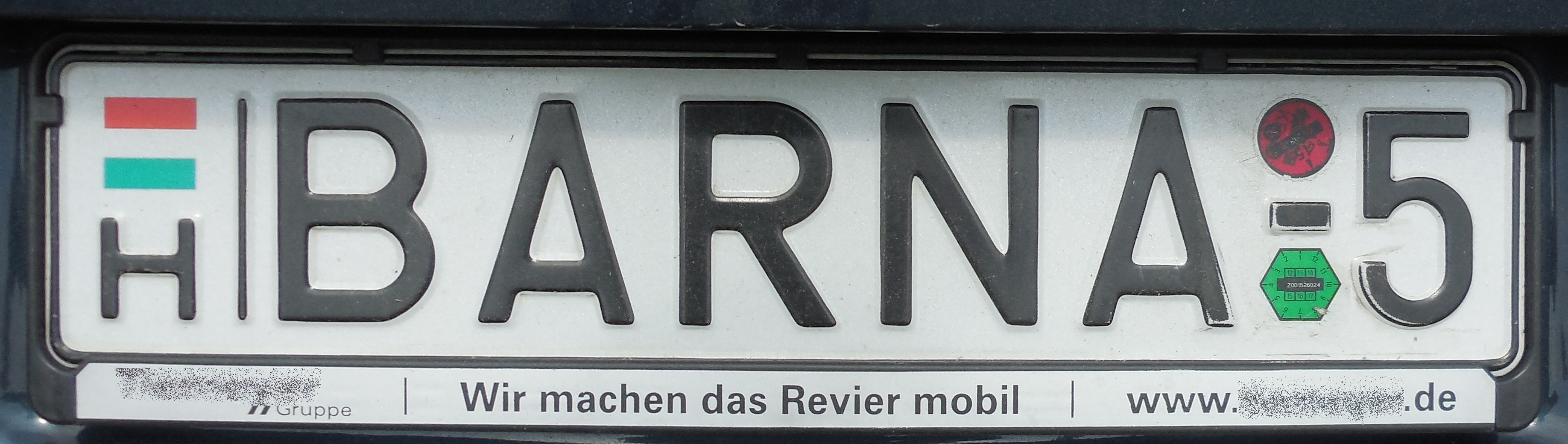
Spersonalizowana tablica rejestracyjna

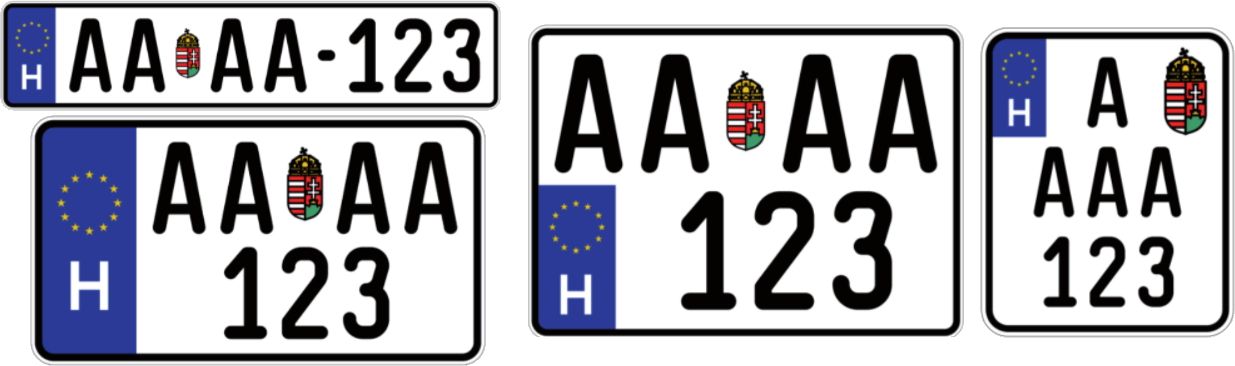
Tablice rejestracyjne obowiązujące od 2022 roku

Węgierskie tablice rejestracyjne mają białe tło z naniesionymi na nie czarnymi literami. Z lewej strony tablicy umiejscowiony jest euroband.

## Opis
Tablice rejestracyjne z lat 1958–1990 wydawane były w formacie AA-12-34. W roku 1990 format tablicy rejestracyjnej zmienił się w AAA-123 i jako taki pozostał w użyciu do dzisiaj. Została wprowadzona flaga Węgier w lewym górnym rogu i kodem H znajdującym się pod flagą. Po wejściu Węgier do Unii Europejskiej, flagę z kodem zastąpił euroband. Mimo zmiany formatu tablicy na europejski, stare tablice w dalszym ciągu zachowały ważność. 
System rejestracji stwarza wrażenie chaotycznego, ze względu na brak przypisania poszczególnych kodów do danych ośrodków administracyjnych. Jest on jednak sekwencyjny, a w roku 2005 osiągnął poziom litery K jako pierwszej litery na tablicy. Spodziewano się, że poziom litery M zostanie osiągnięty w roku 2011. Tablice rozpoczynające się od JDA-001 są wydawane od maja 2004 roku. Motocykle otrzymują tablice rozpoczynające się na literę U. Literą F rozpoczynają się tablice wydawane samochodom ciężarowym. Tą samą literą oznaczano niegdyś przyczepy, zastąpiono ją jednak literą X.
System rejestracji pojazdów na Węgrzech wyróżnia się na tle państw UE brakiem konieczności rejestrowania motorowerów. Ich właściciele zobowiązani są jedynie do posiadania dokumentu potwierdzającego własność pojazdu. Pojazdy dyplomatyczne mają tablice z niebieskim tłem i białymi znakami, zaczynającymi się literami DT (jak np. DT 12-34). Kodem pojazdów policyjnych są litery RB (od węgierskiego "rendőrség" – policja), zaś telewizja węgierska używa kodu MTV (Magyar Televízió). Od roku 2006 zezwolono karetkom na używanie starego formatu tablic MA 12-34, jednakże ze wzorem unijnym. Kodem BPO/BPI-123 odznaczają się pojazdy budapeszteńskiego przedsiębiorstwa transportowego.
Od 2022 roku zaczęto wprowadzać nowy system tablic rejestracyjnych.